# Puig de les Elmes
El Puig de les Elmes és una muntanya de 124,9 metres que es troba entre les comunes de Banyuls de la Marenda i de Portvendres, a la comarca del Rosselló, de la Catalunya del Nord.
Està situat a l'extrem nord-est del terme de Banyuls de la Marenda, i al sud-est del de Portvendres.